# Mesquitela (Almeida)
Mesquitela ist ein Ort und eine ehemalige Gemeinde (Freguesia) im portugiesischen Kreis Almeida. In der Gemeinde lebten 45 Einwohner (Stand 30. Juni 2011).
Am 29. September 2013 wurden die Gemeinden Mesquitela, Castelo Mendo, Monte Perobolço und Ade zur neuen Gemeinde União das Freguesias de Castelo Mendo, Ade, Monteperobolso e Mesquitela zusammengefasst.